# Comté d'Eau Claire
Pour les articles homonymes, voir Eau Claire.
Le comté d'Eau Claire est un comté situé dans l'État du Wisconsin aux États-Unis. Son siège est Eau Claire. Selon le recensement de 2000, sa population était de 93 142 habitants.